# Kulemzino
Kulemzino (ros. Кулемзино) – wieś (ros. село, trb. sieło) w zachodniej Rosji, w sielsowiecie studienokskim rejonu rylskiego w obwodzie kurskim.

## Geografia
Miejscowość położona jest 23 km od centrum administracyjnego sielsowietu studienokskiego (Studienok), 17,5 km od centrum administracyjnego rejonu (Rylsk), 123 km od Kurska.

## Demografia
W 2010 r. miejscowość zamieszkiwało 8 osób.